# Lorenzana
Lorenzana – miejscowość i gmina we Włoszech, w regionie Toskania, w prowincji Piza.
Według danych na rok 2004 gminę zamieszkiwały 1144 osoby, 60,2 os./km².
1 stycznia 2014 gmina przestała istnieć.